# リュキア語
リュキア語（リュキアご、Lycian language）は、紀元前5世紀から紀元前4世紀にアナトリア半島西南部のリュキア（今のトルコの一部）において古代リュキア人が話していた言語。

## 分布
リュキアは今のトルコ南部のアンタルヤからフェトヒイェにかけての地域であり、とくにフェトヒイェ湾とアンタルヤ湾の間の山がちな岬にあたる。古代エジプトの資料に海の民のひとつとして記されているルッカ人は、おそらくその東の、今のアンタルヤとメルスィンの間に位置する、やはり山がちな岬に沿ったリカオニアにも住んでいたであろう。

## 系統
リュキア語はインド・ヨーロッパ語族の言語であり、アナトリア語派のルウィ語群に属する言語のひとつである。同語群には象形文字と楔形文字で記されるルウィ語、カリア語、シデ語、ピシディア語がある。初期の象形文字ルウィ語は後期青銅器時代にさかのぼり、ヒッタイト帝国の衰亡に先立つ。ルウィ語はシロ・ヒッタイト国家群が南アナトリアとシリアに成立した時代に消滅した。したがって、ルウィ語群に属する鉄器時代の諸言語は、各地方におけるルウィ語の後裔と言うことができる。
ルウィ語群に属する諸言語のうち、紀元前1000年以前にさかのぼる資料をもつ言語は親言語であるルウィ語のみであるため、古典古代の諸方言がいつ分岐したかはわからない。ルッカ人がずっとアナトリアに住んでいたか、あるいは彼らが常にルウィ語を話していたか、というのはまた別の問題である。
リュキア語はいくつかの長文の碑文資料を残している。それらを元に、学者は少なくとも2種類の方言の区別を認めている。ひとつは標準リュキア語またはリュキア語Aと呼ばれ、もうひとつはクサントス碑文のD面によって立証される方言で、文法が異なっており、リュキア語Bまたはミリア語と呼ばれている。リュキア語はリュキア文字によって書かれる。この文字は明らかにギリシア文字の系統であるが、少なくとも1文字はカリア語の文字の借用であり、またリュキア語固有の文字を持っている。単語はしばしば2つの点によって区切られる。
リュキアの地は紀元前4世紀後半にアレクサンドロス3世によって征服され、古代ギリシア語に取ってかわられた。

## 資料

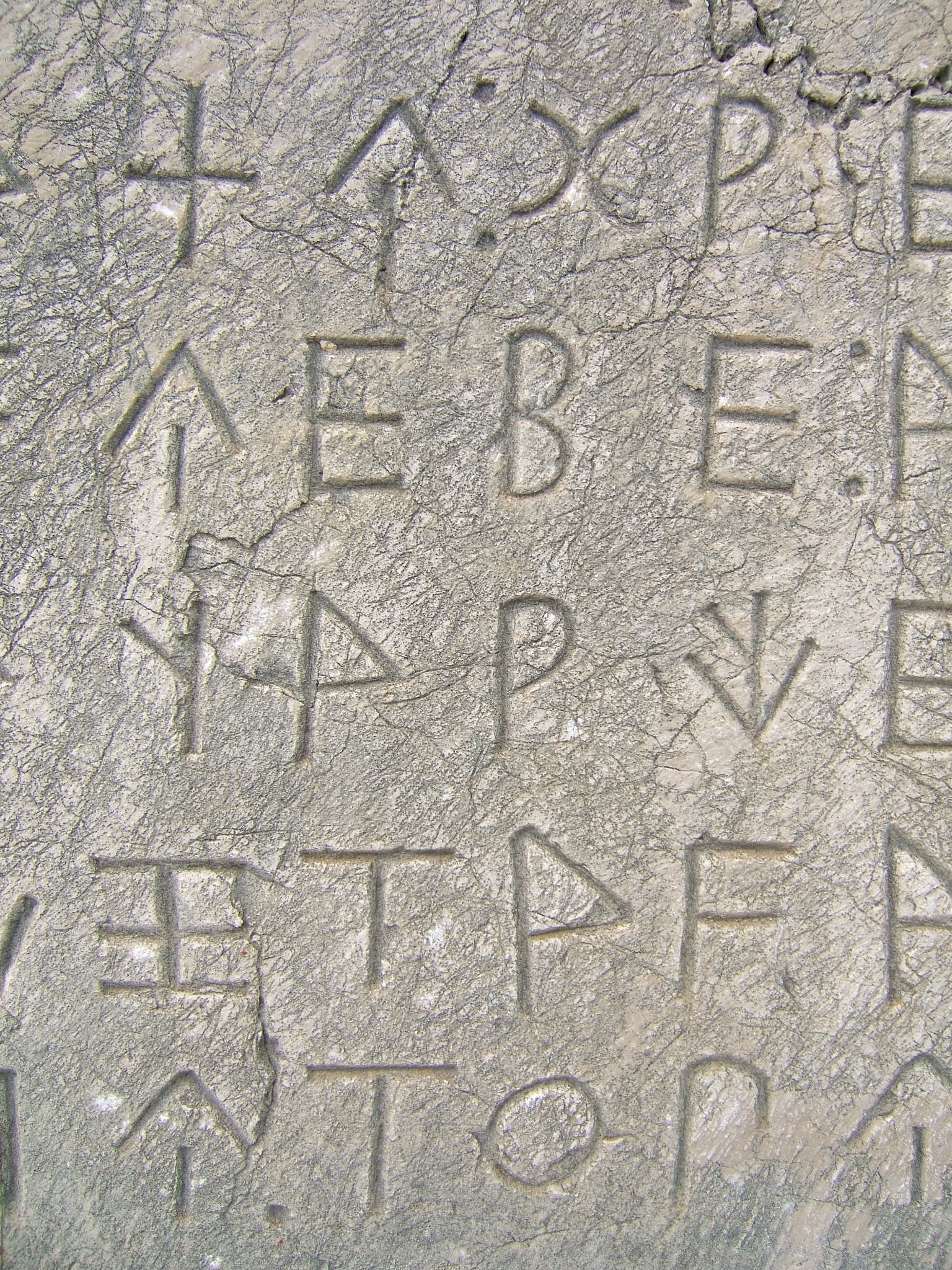
クサントス碑文の拡大

リュキア語の資料としては以下のものが残っている：
- ギリシア語で書かれた文献中に出現する人名および地名
- リュキア文字で石に刻まれた172種の碑文。紀元前5世紀末から紀元前4世紀末にわたる[5]。これらは以下の種類に分かれる。
  - 岩の墓に記された墓碑銘（150種）
  - 寄進の碑文（20種）
- クサントスで鋳造された貨幣の刻文約100種。Kuprilli (485-440 BC) から Pericle (380-360 BC) の治世のものが残る[6]
- レートーオンの3言語碑文（リュキア語A、ギリシア語、アラム語）。1973年にフランスの考古学調査隊が発見した[7]。
- クサントスの2言語碑文。クサントスの墓の上部に刻まれ、クサントス石柱またはクサントス・オベリスクと呼ばれる。リュキア語Aの碑文が南・東・および北面の一部に刻まれている。北側には古代ギリシア語で書かれた12行の詩も書かれている。リュキア語Bまたはミリア語と呼ばれる方言が主に西側に書かれている。リュキア語Bはこの碑文とアンティペッロスの墓碑銘にのみ残る。全部で255行からなり、うち243行がリュキア語、12行がギリシア語である。

碑文資料の残る時代は約170年間(500-330BC)にわたる。

## 研究
リュキア語の研究は1820年代に始まるが、語彙が当時知られていたインド・ヨーロッパ語族の言語とまったく一致しなかったことから、19世紀末にパウル・クレッチマーはリュキア語を小アジア独自の言語と判断し、それが定説であった。その後、ヒッタイト語やルウィ語の解読によって、リュキア語はルウィ語群として位置づけられるようになった。

## 音声
リュキア文字はギリシア文字に由来するが、いくつか独特の文字が追加されており、正確な音価の不明な文字がある。
母音は a e i u の4母音と鼻母音 ã ẽ があるが、このうち e ẽ は歴史的に a ã が変化したものである。
子音のうち、h は歴史的にインド・ヨーロッパ祖語(PIE) *s から発達したものであり（ミリア語では s のまま）、PIE の *kʷ は i の前で t に変化している。これらの特徴はギリシア語と一致している。

## 文法
リュキア語は音声的に独特の変化を起こしているが、格はルウィ語群の中でもっとも保守的な特徴を保っている。
語順はVSO型（またはSVO型）であり、形容詞や名詞属格は修飾される名詞よりうしろに置かれ、前置詞言語である。これは他のルウィ語群の言語がSOV型であるのと逆である。

## 特徴
リュキア語がルウィ語群に属することを示す多数の特徴がある：
- インド・ヨーロッパ祖語の硬口蓋音 ḱ は、ルウィ語で z（[ts]か）に変化しているが[11]、リュキア語ではさらに s になっている：PIE *h₁éḱwos、ルウィ語 á-zú-wa/i-、リュキア語 esbe 「馬」
- 属格が -ahi または -ehi に終わる形容詞に置きかわっている。ルウィ語 -assi- に対応する
- 能動態過去がインド・ヨーロッパ語の中動態の第二次語尾によって形成される
  - 三人称単数 PIE *-to、ルウィ語 -ta、リュキア語 te- または de-
  - 三人称複数 PIE *-nto、ルウィ語 -nta、リュキア語 (n)te
- 語彙の共通性：ルウィ語 māssan(i)-、リュキア語 māhān(i) 「神」